# Halldór Ásgrímsson

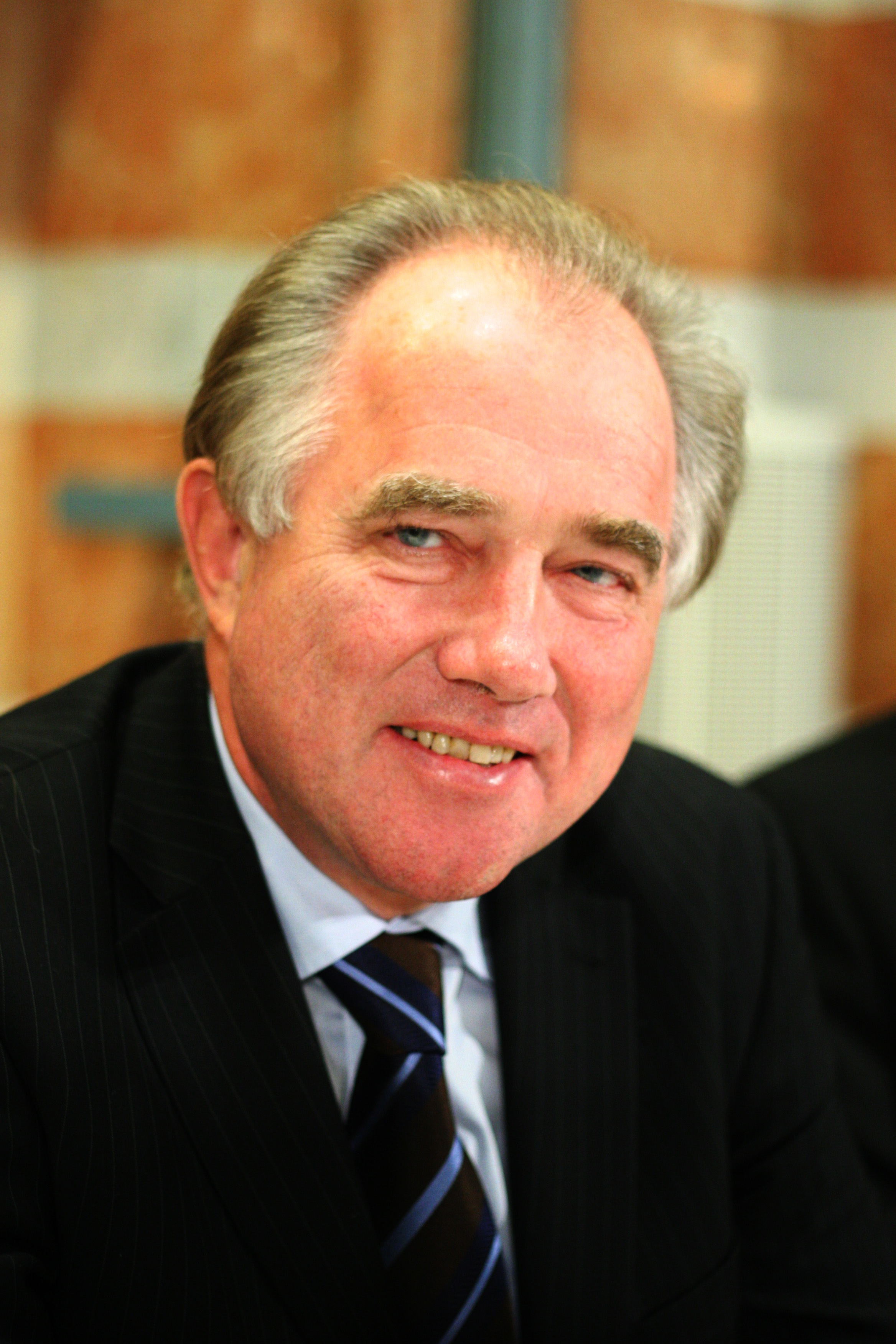
Halldór Ásgrímsson (2004)

Halldór Ásgrímsson (* 8. September 1947 in Vopnafjörður; † 18. Mai 2015 in Reykjavík) war ein isländischer Politiker. Von 1994 bis 2006 war er Vorsitzender der Fortschrittspartei (Framsóknarflokkur) und von 2004 bis 2006 Premierminister von Island.

## Leben
Er gehörte seit dem Jahr 1974 dem isländischen Parlament Alþingi an. Zu seinen Ministerämtern gehörten das Amt des Fischereiministers (1983–1991), das Amt des Justizministers und Ministers für kirchliche Angelegenheiten (1988–1989), das Amt des Ministers für nordische Kooperation (1985–1987 und 1995–1999) sowie letztlich das Amt des Außenministers von 1995 bis 2004.
Am 15. September 2004 übernahm er sein neues Amt als 15. Ministerpräsident seit der Unabhängigkeit (17. Juni 1944) von seinem Vorgänger Davíð Oddsson.
Aufsehen erregte Halldór Ásgrímsson mit einer öffentlichen Stellungnahme im Februar 2006, dass Island bis zum Jahr 2015 vermutlich Mitglied der Europäischen Union (EU) sein werde. Ob Island auch den Euro einführen werde, hänge jedoch von der künftigen Haltung Großbritanniens, Schwedens und Dänemarks gegenüber der Gemeinschaftswährung ab. Allerdings seien die politischen Voraussetzungen für einen EU-Beitritt Islands derzeit noch nicht reif. 
Am 5. Juni 2006 erklärte Halldór Ásgrímsson seinen Rücktritt sowohl als Parteivorsitzender als auch als Ministerpräsident. Als Begründung wurde das schlechte Abschneiden seiner Partei bei den landesweiten Kommunalwahlen im Mai 2006 genannt. Am 15. Juni 2006 übergab er sein Amt als Ministerpräsident an Geir Hilmar Haarde von der Unabhängigkeitspartei und wurde 2007 als Nachfolger von Per Unckel Generalsekretär des Nordischen Ministerrates, eines Organs des Nordischen Rates.